# Burg Gräfenstein
Burg Gräfenstein ist die Ruine einer Felsenburg bei Merzalben im rheinland-pfälzischen Landkreis Südwestpfalz. Sie ist eine der bedeutendsten stauferzeitlichen Burganlagen in Rheinland-Pfalz. Ihre Länge beträgt etwa 80 m, ihre Breite etwa 60 m.

## Geographische Lage
Die Burg Gräfenstein liegt im südwestlichen Pfälzerwald auf 436 m Höhe etwa 2 km östlich der Ortsgemeinde Merzalben und wird deswegen auch als Merzalber Schloss bezeichnet. Sie wurde auf einem 12 m hohen Felsplateau auf der Kuppe des 437 m hohen Schloßbergs errichtet.

## Geschichte
Die zentrale Anlage mit Bergfried und Palas stammt vermutlich aus dem 12. Jahrhundert und geht somit auf die Stauferzeit zurück. Erstmals erwähnt wurde Gräfenstein 1237 in einer Teilungsurkunde der Grafen von Leiningen.
1317 kam die Burg in den Besitz der Seitenlinie Leiningen-Dagsburg. Bereits 1367 musste diese 7/8 an Kurfürst Ruprecht I. von der Pfalz verkaufen. Durch Heirat gelangte Gräfenstein 1421 an die Grafen von Leiningen-Hardenburg; diese ließen besonders die Unterburg erweitern.
Die erste Zerstörung erfolgte 1525 im Bauernkrieg; ab 1535 fand der Wiederaufbau statt. 1540 wurde die Burg vom damaligen Besitzer Pfalzgraf Johann von Simmern an den Pfalzgrafen Ruprecht von Pfalz-Veldenz verkauft, der sie fortan als seinen neuen Wohnsitz nutzte und in seinem Hoheitsgebiet auch die Reformation einführte. Ruprecht, der 1506 in Zweibrücken geboren wurde, starb am 28. Juli 1544 auf Burg Gräfenstein.
Danach wechselten die Eigentümer, bis die Burg samt den dazugehörigen Dörfern als Gräfensteiner Land 1570 in badischen Besitz (Markgrafschaft Baden-Baden bzw. Markgrafschaft Baden-Durlach) überging. 1635, während des Dreißigjährigen Kriegs, wurde die Burg bei einem Brand („durch Ohnvorsichtigkeit der kayserlichen Parrtheyen, so darin Posto gefasst“) zur Ruine und war auf Dauer unbewohnbar.
Trotzdem war die Wehranlage noch recht gut erhalten. Erste Sicherungsmaßnahmen an der Ruine fanden 1909/10 und 1936/37 statt. Das Land Rheinland-Pfalz ließ die Burgruine von 1978 bis 1986 umfassend und aufwendig restaurieren.

## Anlage

### Bergfried

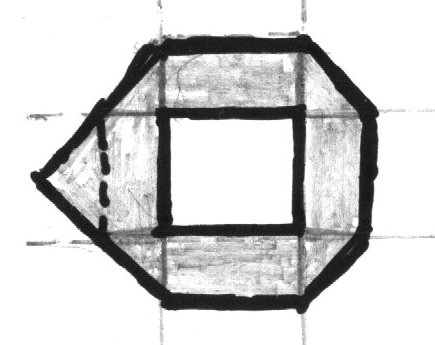
Schematischer Plan des Bergfrieds

Als einzige Burg in Deutschland hat Gräfenstein einen siebeneckigen Bergfried, dessen Durchmesser in den Hauptmaßen 6 × 7,5 m beträgt und der eine Höhe von 17 m aufweist. Dieser kann auch heute noch über eine enge Wendeltreppe bestiegen werden. Die Form des Turms ergibt sich aus der Kombination eines Achtecks (vgl. Steinsberg) mit einem Dreieck. Während beim fünfeckigen Turm eine dreieckige Spitze dem Quadrat auf der Angriffsseite der Burg zugefügt wird, sind im Fall Gräfenstein zwei Schenkel des Achtecks zu einer Spitze verlängert. Eine weitere Besonderheit ist, dass der Bergfried von Gräfenstein nicht gegen eine Angriffsseite gerichtet ist, da die Burg auf einem allseitig steil abfallenden Bergkegel liegt. Dies unterstreicht die Symbolhaftigkeit der Wehrbauarchitektur, die der Funktionalität im Hochmittelalter mindestens ebenbürtig ist. Der ebenerdige Eingang wurde erst in jüngerer Zeit hinzugefügt.

### Oberburg
Um den Bergfried legt sich eine Mantelmauer, die fünf Seiten eines aufgrund der Geländebeschaffenheit leicht unregelmäßigen Achtecks andeutet. Die Außenmauer der Oberburg besteht außen komplett aus Buckelquadern. Der Zugang erfolgte über eine Holztreppe an Stelle der heutigen steinernen Ausführung. Das Tor an dieser Stelle ist nicht erhalten. Im nördlichen Teil der Oberburg liegt der stauferzeitliche Palas, dessen Mauerwerk noch weitgehend bis auf Traufhöhe erhalten ist. Im Grundriss nähert er sich einem spitzen Dreieck an. Seine Fenster wurden im Spätmittelalter erneuert, doch lassen sich die romanischen Fensterbögen im Obergeschoss des Außenbaus noch ausmachen.
Die wesentlichsten spätmittelalterlichen Zutaten der Oberburg sind der Abortturm sowie ein Treppenturm des 16. Jahrhunderts. Im Palas gab es keine weiteren baulichen Veränderungen mehr.

### Unterburg
Die untere Burg, die sich ringförmig um den Felssockel der Oberburg legt, geht zumindest im südlichen und westlichen Abschnitt auf die späte Stauferzeit zurück. Die Form des unregelmäßigen Polygons wird auf der vermeintlichen Angriffsseite nochmals wiederholt, sodass sich eine dreifache Staffelung von Ringmauer, Mantelmauer und Bergfried ergibt. Entsprechend sind die südlichen Teile der Unterburg kurz nach der Oberburg am Ende des 13. Jahrhunderts entstanden. Der nördliche Teil mit Zwingeranlage dürfte erst im 15. Jahrhundert hinzugefügt worden sein.
Entlang des größeren Teils der Ringmauer der Unterburg sind Reste von zweigeschossigen Wohngebäuden zu erkennen. Obwohl die meisten Quermauern nicht mehr vorhanden sind, lassen sich anhand verschiedener im Obergeschoss erhaltener Architekturdetails sieben Wohneinheiten identifizieren. Zu jedem Obergeschossraum dieser Gebäude gehörte ein Kamin, flankiert von zwei Spitzbogenfenstern mit seitlichen Sitzen, sowie ein Abort in der Raumecke. Die Reste von vier Kaminen und sechs Aborterkern sind zu erkennen; sie bezeugen die Anwesenheit einer größeren Burgbesatzung. In der Burg Gräfenstein findet sich damit eines der deutlichsten Beispiele für Burgmannensitze, die von einem bedeutenderen Landesherrn in einer seiner Burgen dem niederen Adel zur Verfügung gestellt wurden.
Zwei kleine Rundtürme mit Schießscharten für Handfeuerwaffen schützten den Zugang an der Nordostseite der Unterburg. In der Einfahrt sind noch originale Steinplatten mit Fahrzeugrillen auszumachen.

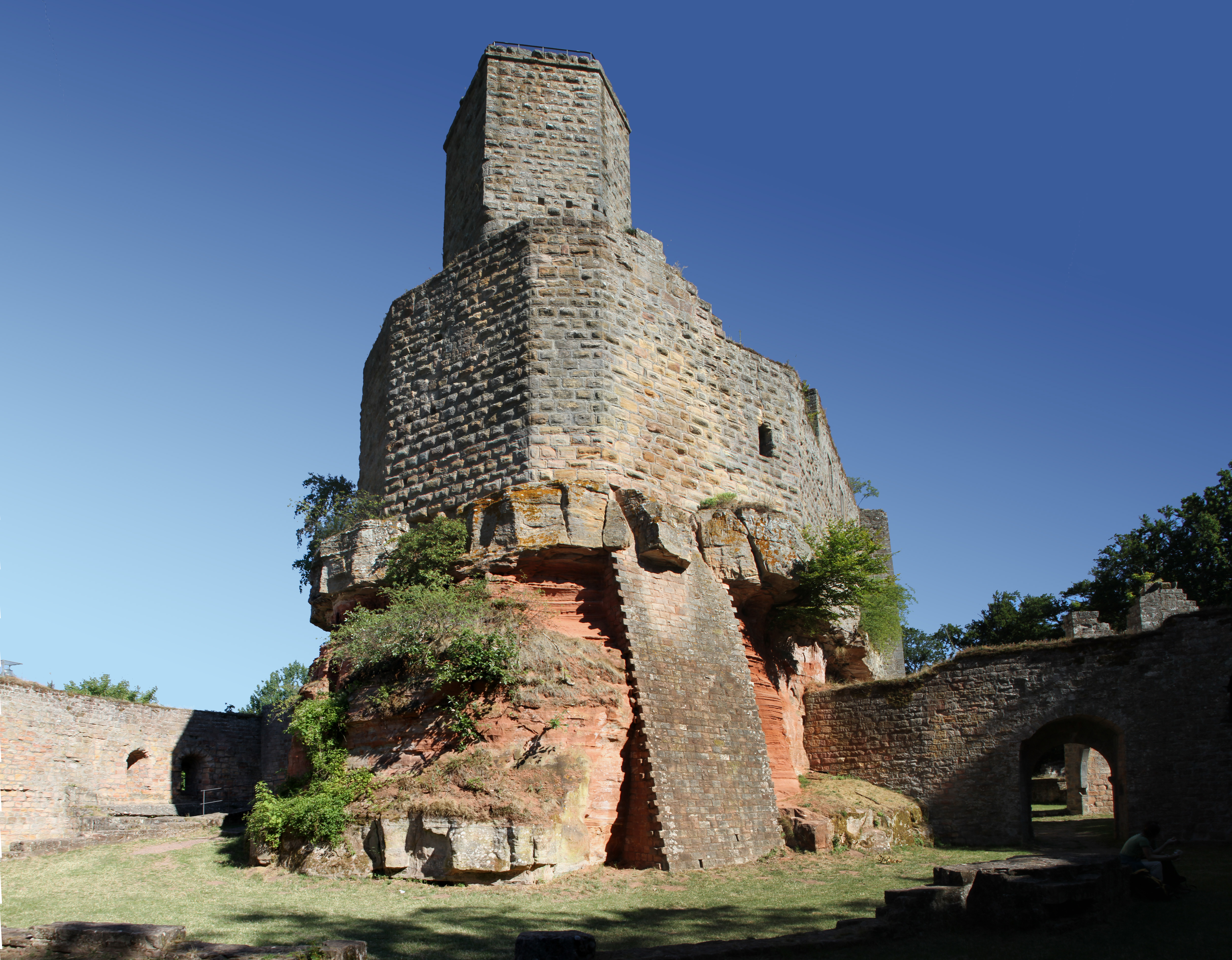
Bergfried und Mantelmauer
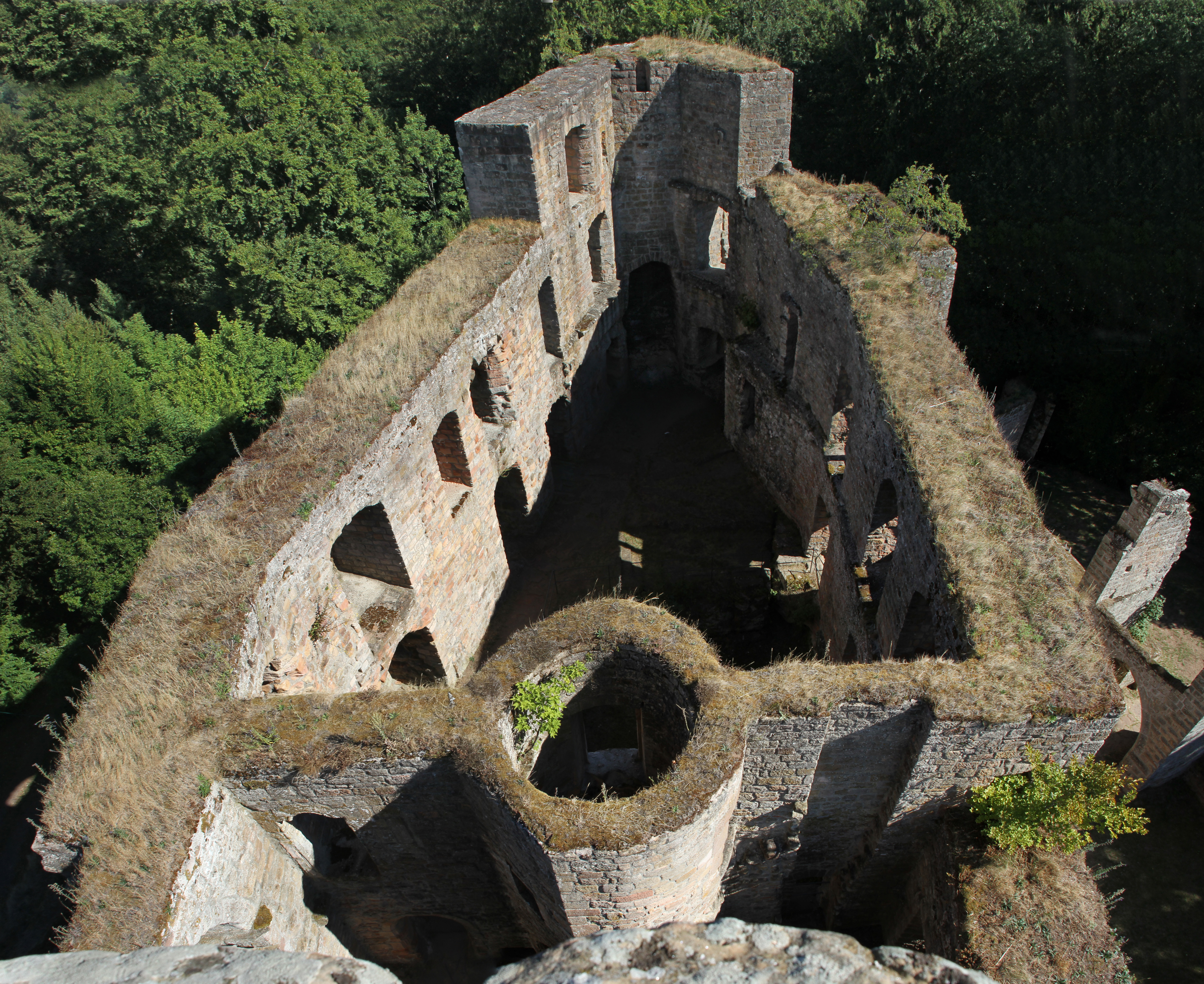
Palas in der Oberburg, vorne Treppenturm
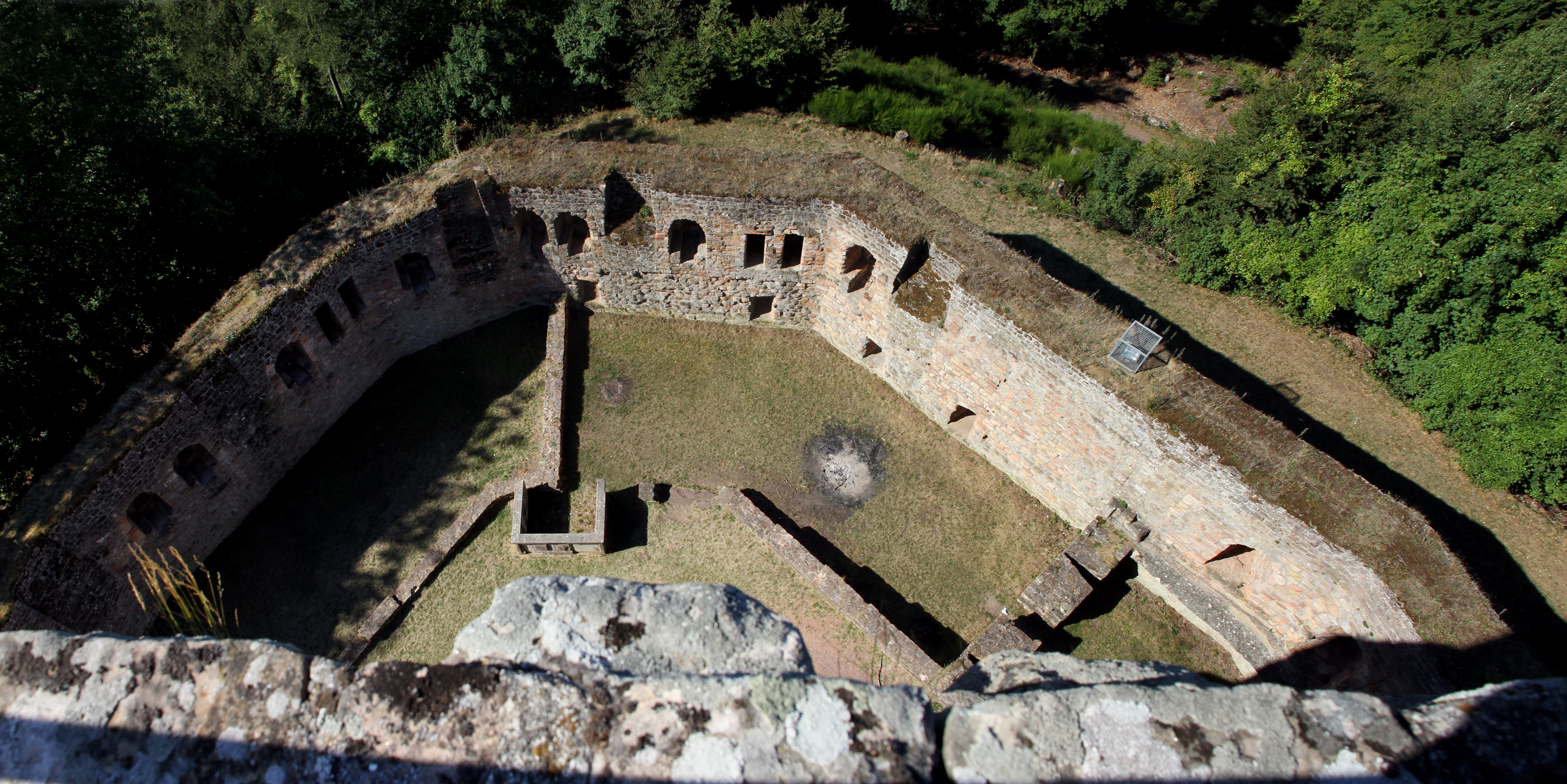
Blick in den Burghof vom Bergfried, in der Mauer Sitznischen, Kamine und Aborterker als Hinweis auf Wohngebäude der Burgbesatzung.
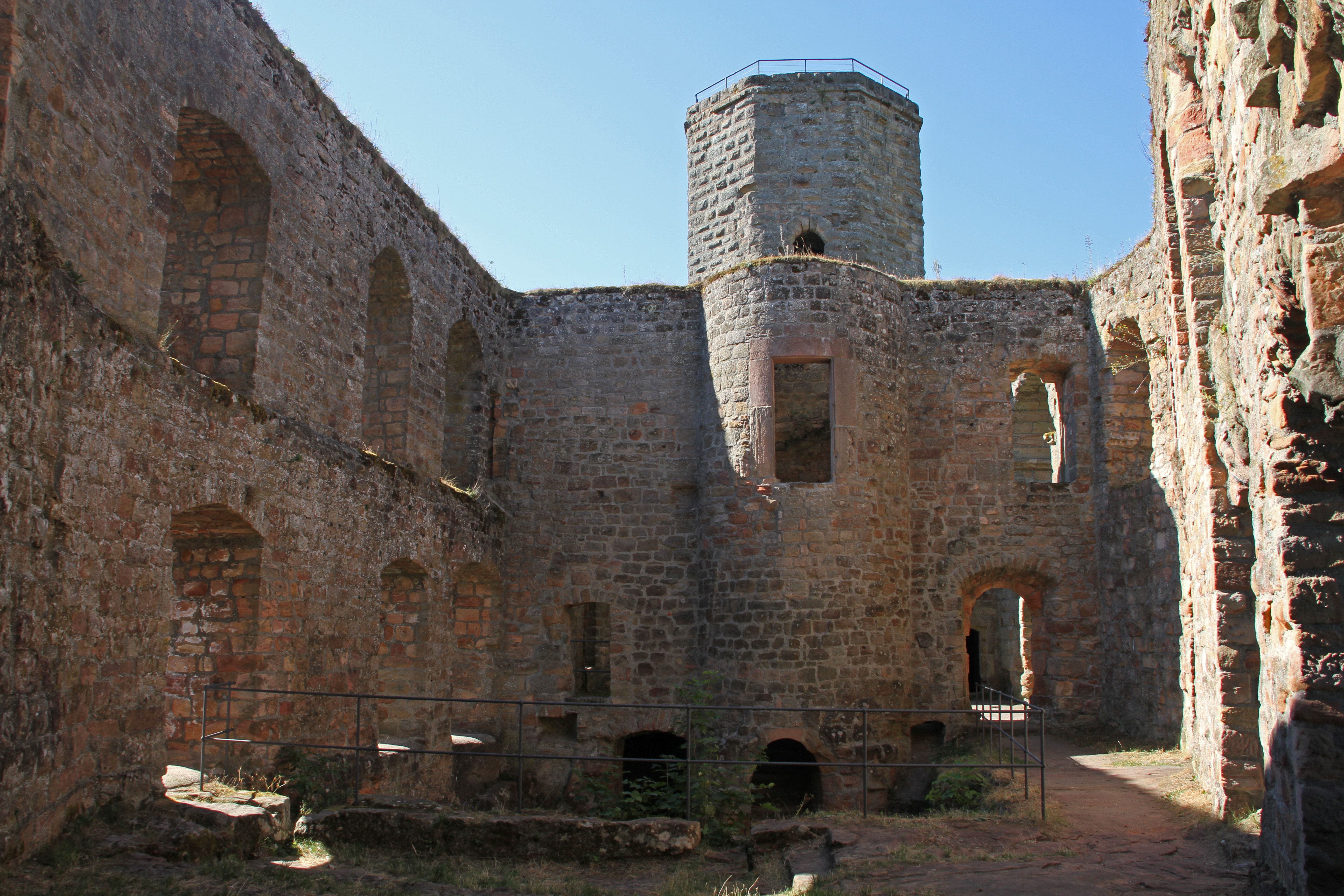
Palas innen mit Bergfried
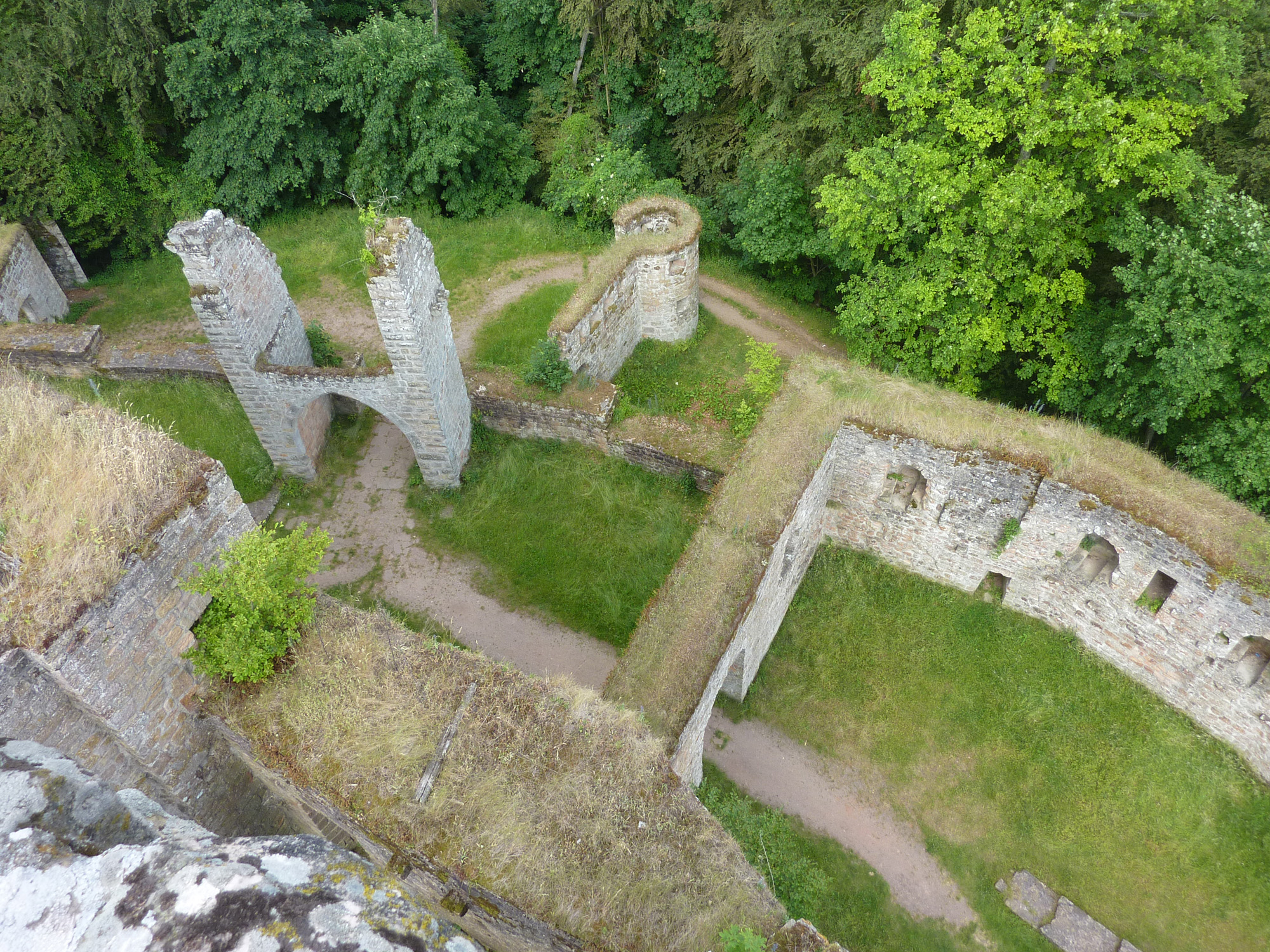
Blick in die östliche Unterburg
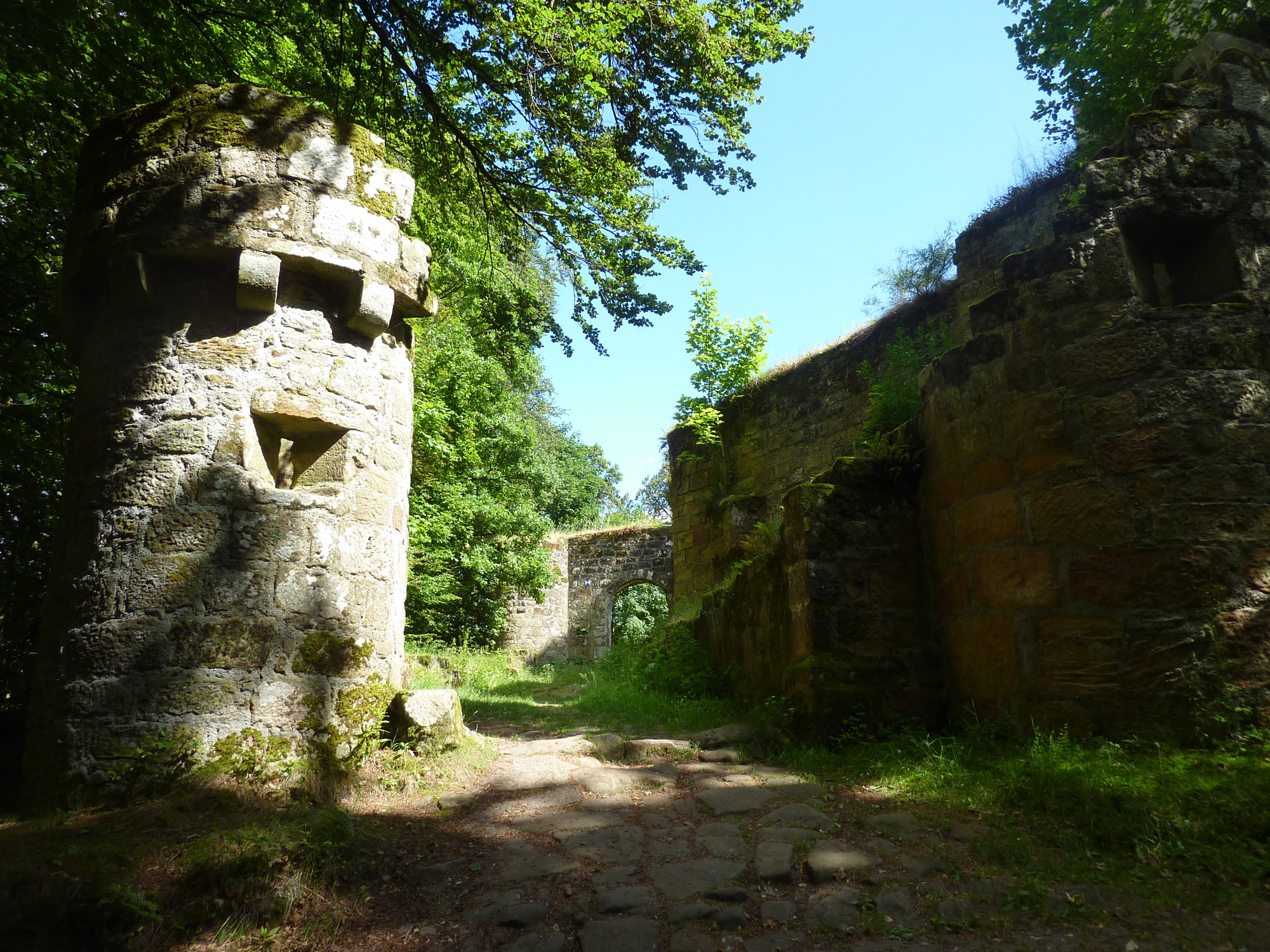
Eingangstor mit Vorwerk
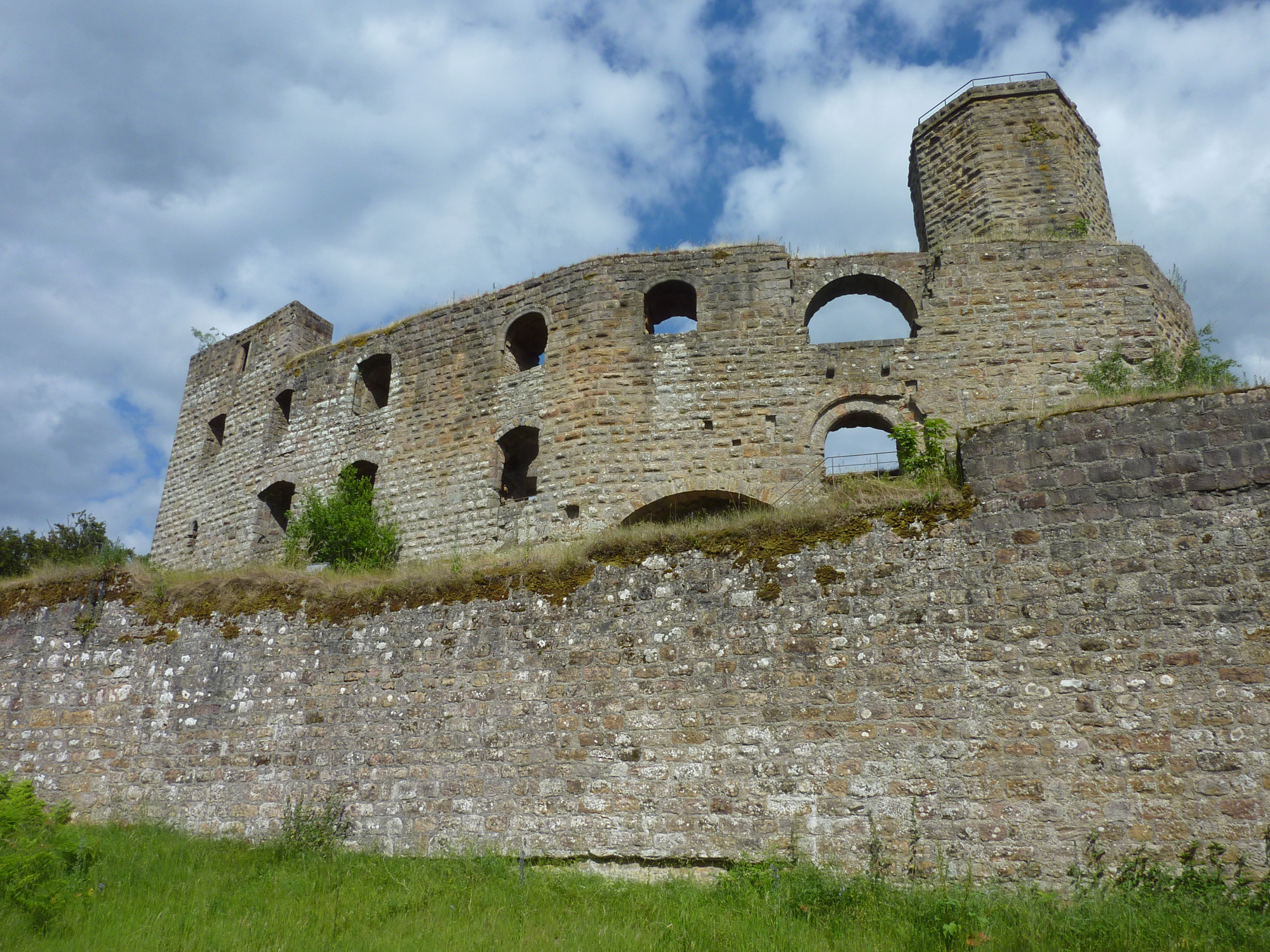
Blick aus Westen

## Veranstaltungen
Einmal im Jahr ist die Burgruine Schauplatz eines zweitägigen Burgfestes.